# Vermilion, Illinois
Vermilion là một làng thuộc quận Edgar, tiểu bang Illinois, Hoa Kỳ. Năm 2010, dân số của làng này là 225 người.

## Dân số
Dân số qua các năm:
- Năm 2000: 239 người.
- Năm 2010: 225 người.